# دوك فوستينا
دوك فوستينا (بالإنجليزية: Doc Faustina)‏ هو مهندس أمريكي، ولد في 1 فبراير 1939 في وادي لاس فيغاس في الولايات المتحدة.